# 자질문자
자질 문자(資質文字, featural alphabet)는 표음 문자의 일종으로, 기호의 모양은 임의적이지 않고, 해당 기호가 나타내는 음소의 음운적 자질을 부호화한다. 자질이라는 용어는 제프리 샘슨이 한글:120과 피트먼 속기:40를 설명하기 위해 도입했다. 조음 위치와 같은 음운의 자질이 반영된 문자 체계이다. 같은 자질 문자에 속하더라도 나타낼 수 있는 자질은 서로 다를 수 있다.
조 마틴은 음소 대신 개별 자질을 나타내는 기호를 포함하는 문자를 설명하기 위해 자질 표기라는 용어를 도입했다. 그는 "음소 문자에는 음소보다 작은 것을 나타내는 기호가 없다"고 주장한다.:5
자질 문자는 음소 문자보다 더 세밀한 특징을 나타낸다. 여기서는 기호가 음소 전체를 나타내는 것이 아니라 유성음이나 조음 위치와 같이 음소를 구성하는 요소(자질)를 나타낸다. 한글에서는 자질 기호가 음소 문자로 결합되고, 이 음소 문자는 다시 음절 블록으로 결합되어 시스템이 세 가지 수준의 음운 표현을 결합한다.
일부 학자들(예: 존 드프랜시스)은 이러한 분류를 거부하거나 적어도 한글을 그렇게 분류하는 것을 거부한다. 다른 자질 문자로는 속기와 취미가 및 소설가들의 인공 문자(예: 텡과르)가 있으며, 이들 중 다수는 음운 특성에 해당하는 고급 그래픽 디자인을 특징으로 한다. 로마자조차 하위 문자 "자질"을 가지고 있음이 밝혀졌다.
한글은 한국어를 표기하는 대표적인 자질 문자로, 1443년에 만들어져 다른 자질 문자에 비해 긴 역사를 가지고 있다. 한글은 각 낱자가 음운의 자질을 나타내며, 낱자가 둘 이상 모여 하나의 음절을 만든다.낱자는 언어학적인 특성에 따라 변형되는데, 예를 들면, 한글의 ㄱ에 한 획을 더하면 유기음인 ㅋ이 되고, ㄱ을 겹쳐 쓰면 ㄲ이 되는 식이다. 이는 ㄷ·ㅌ·ㄸ, ㅂ·ㅍ·ㅃ, ㅈ·ㅊ·ㅉ, ㅅ·ㅆ에도 똑같이 적용된다. 즉 자질문자로서의 한글은 발음기관을 본 떠 만든 자음에 가획함으로써 추가되는 음소 자질까지 드러낸다. 한 자모가 음운보다 작은 음성자질로 구성되어 있고, 한글의 한 자모 안의 획은 무의미한 단순 획이 아닌, 어떤 음성자질을 대표하는 획이다.

## 자질 문자의 예시
다음은 자질 문자의 생성 날짜별 작은 예시 목록이다. 각 시스템이 개발된 언어도 표시된다.

### 15세기
- 한글 –  한국어

### 19세기
- 캐나다 원주민 음절문자 –  여러 알곤킨어파, 에스키모-알류트어족 및 애서배스카어파 언어
- 그레그 속기 –  여러 어족의 많은 언어
- 듀플로얀 속기 –  원래 프랑스어, 나중에 영어, 독일어, 스페인어, 루마니아어, 치누크 자곤 및 기타 언어
- 비지블 스피치 (음성 문자) –  특정 언어 없음. 청각 장애인을 돕고 올바른 발음을 가르치기 위해 개발됨
- 데저렛 문자 - 말일 성도 교회에서 영어를 쓰는 데 사용되는 음성 문자. 모음과 유성음 자음 쌍의 모양이 비슷하다.

### 20세기
- 쇼 문자, 퀵스크립트 –  영어
- 텡과르 (J. R. R. 톨킨이 발명한 인공 문자) –  톨킨 소설의 가상 언어; 톨킨의 창조 언어 및 영어
- 사인라이팅 –  수어; 자질 표기[2]:5
- 만돔베 –  여러 반투어

### 21세기
- 디테마 차 디노코 / 이시브헤케 솔람부 –  소토어 및 기타 남부 반투어

## 준자질 문자
다른 문자들은 제한적인 자질 요소를 가질 수 있다. 라틴 음소문자로 쓰여진 많은 언어들은 발음 구별 기호를 사용하며, 발음 구별 기호를 사용하는 글자들은 때때로 해당 언어의 음소 문자 내에서 별도의 글자로 간주된다. 예를 들어, 폴란드어 로마자는 일부 자음의 경구개음 조음을 급성 악센트로 나타낸다. 튀르키예어 로마자는 모음 위에 점이 하나 또는 두 개 있는 것으로 전설 모음임을 나타낸다. 일본어 가나 음절 문자들은 탁점으로 알려진 표시로 유성 자음을 나타낸다. 국제 음성 기호 (IPA)도 일부 자질 요소를 가지고 있는데, 예를 들어 내파음 ɓ ɗ ʄ ɠ ʛ 및 권설음 ʈ ɖ ʂ ʐ ɳ ɻ ɽ ɭ의 특징인 갈고리와 꼬리 부분이 그러하다. IPA 발음 구별 기호도 자질적이다. 리수어에 사용되는 프레이저 문자는 무기 자음 ꓑ /p/, ꓔ /t/, ꓝ /ts/, ꓚ /tʃ/, ꓗ /k/의 글자를 180° 회전하여 기식을 나타낸다.

## 같이 보기
- 아부기다
- 아브자드
- 음절문자